# Thạnh Phú, Cái Nước
Thạnh Phú là một xã cũ thuộc huyện Cái Nước, tỉnh Cà Mau, Việt Nam.

## Địa lý
Xã Thạnh Phú nằm ở phía bắc huyện Cái Nước, có vị trí địa lý:
- Phía đông nam giáp xã Tân Hưng
- phía đông giáp xã Lương Thế Trân
- Phía tây giáp huyện Trần Văn Thời
- Phía nam giáp xã Phú Hưng
- Phía bắc giáp thành phố Cà Mau.

XãXã Thạnh Phú có diện tích 33,47 km², dân số năm 2023 là 18.432 người, mật độ dân số đạt 550 người/km².

## Hành chính
Xã Thạnh Phú được chia thành 6 ấp: Láng Cùng, Nhà Phấn, Phấn Thạnh, Sở Tại, Tân Hòa, Trần Độ.

## Lịch sử
Ngày 25 tháng 7 năm 1979, Hội đồng Chính phủ ban hành Quyết định số 275-CP về việc thành lập xã Thạnh Phú trên cơ sở một phần của xã Lương Thế Trân.
Ngày 30 tháng 8 năm 1983, Hội đồng Bộ trưởng ban hành Quyết định số 94-HĐBT về việc sáp nhập xã Thạnh Phú thuộc huyện Cà Mau vào huyện Cái Nước quản lý.
Ngày 2 tháng 2 năm 1991, Ban Tổ chức Chính phủ ban hành Quyết định số 51/QĐ-TCCP về việc sáp nhập xã Thạnh Phú vào xã Lương Thế Trân.
ngày 23 tháng 11 năm 2004, Chính phủ ban hành Nghị định số 192/2004/NĐ-CP về việc thành lập xã Thạnh Phú trên cơ sở 3.111 ha diện tích tự nhiên và 13.725 nhân khẩu của xã Lương Thế Trân.
Ngày 31 tháng 12 năm 2021, UBND tỉnh Cà Mau ban hành Quyết định 3118/QĐ-UBND về việc công nhận đô thị Thạnh Phú là đô thị loại V.